# Platydracus fulvipes
Los Platydracus fulvipes (conocido como fulvipes azul metálico, sinónimo Staphylinus fulvipes) es una especie de estafilinido perteneciente al orden Coleoptera de la clase Insecta, incluido en el suborden de los polífagos. La especie no es muy frecuente y vive en humedales de grandes alturas.

## Distribución
P. fulvipes se encuentra en todo el Paleártico, principalmente en zonas montañosas, en las llanuras se encuentra principalmente en hábitats más húmedos. No es un insecto muy común. El fulvipes azul metálico se puede encontrar principalmente en zonas boscosas, debajo de rocas y piedras y junto a agua estancada. El insecto lleva un estilo de vida depredador, alimentándose de pequeños insectos y larvas.
Los escarabajos estafilínidos normalmente se encuentran sólo en pequeñas cantidades en las humedales con turba pero sólo la Platydracus fulvipes se encuentra en estos humedales elevados.

## Apariencia
P. fulvipes es un escarabajo de 14 a 17 milímetros (0,6 a 0,7 plg) de largo, ligeramente aplanado. Su cuerpo es negro, su cabeza, tórax y coberteras alares son de color azul brillante. Potroha también es de color negro azulado, pero sus 2 últimas placas dorsales tienen 1-1 cintas doradas. Sus piernas son de color rojo amarillento.